# Spolia

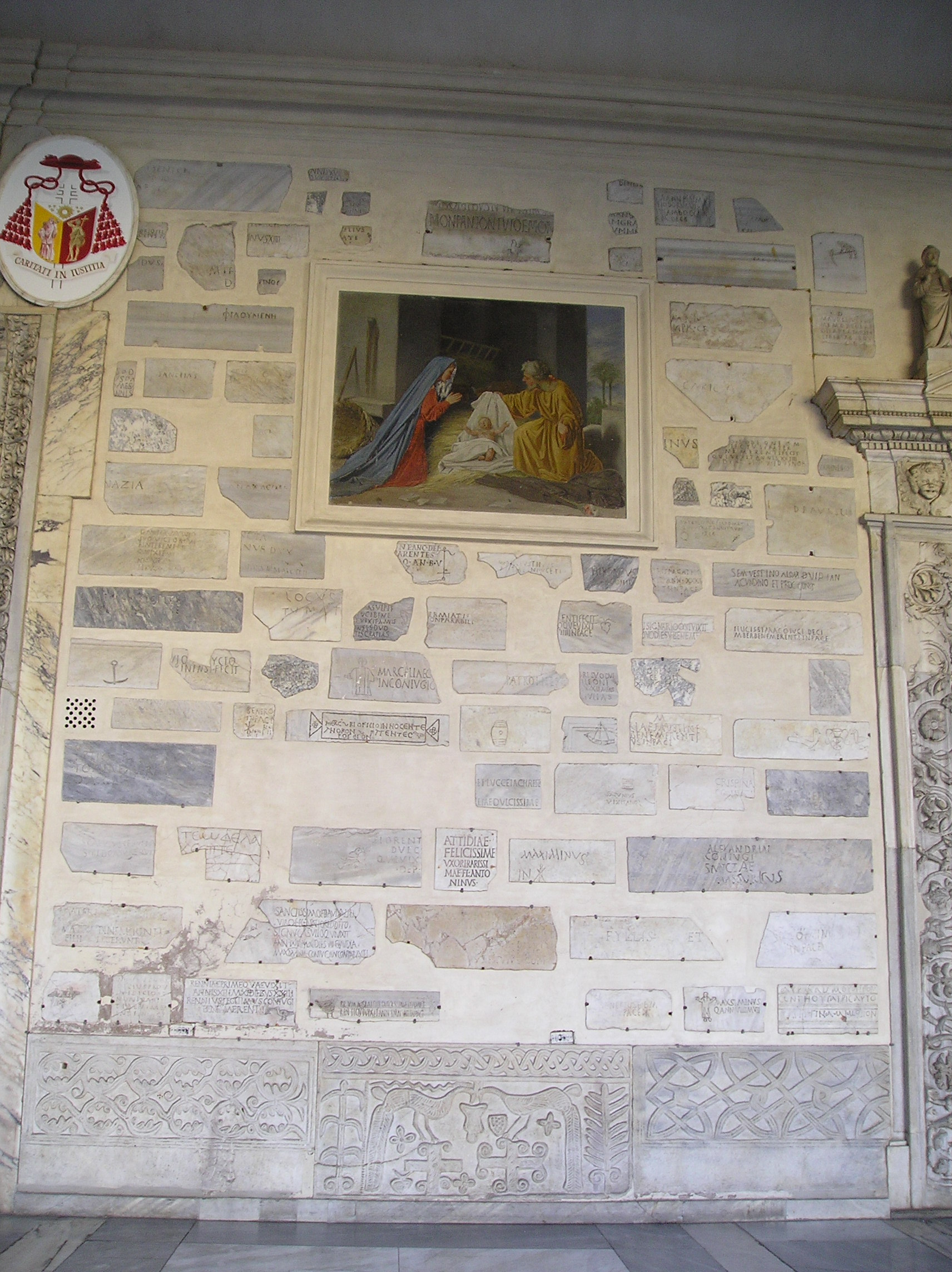
Pared interior de la Basílica de Santa María (Roma), decorada con fragmentos de inscripciones y sarcófagos antiguos.

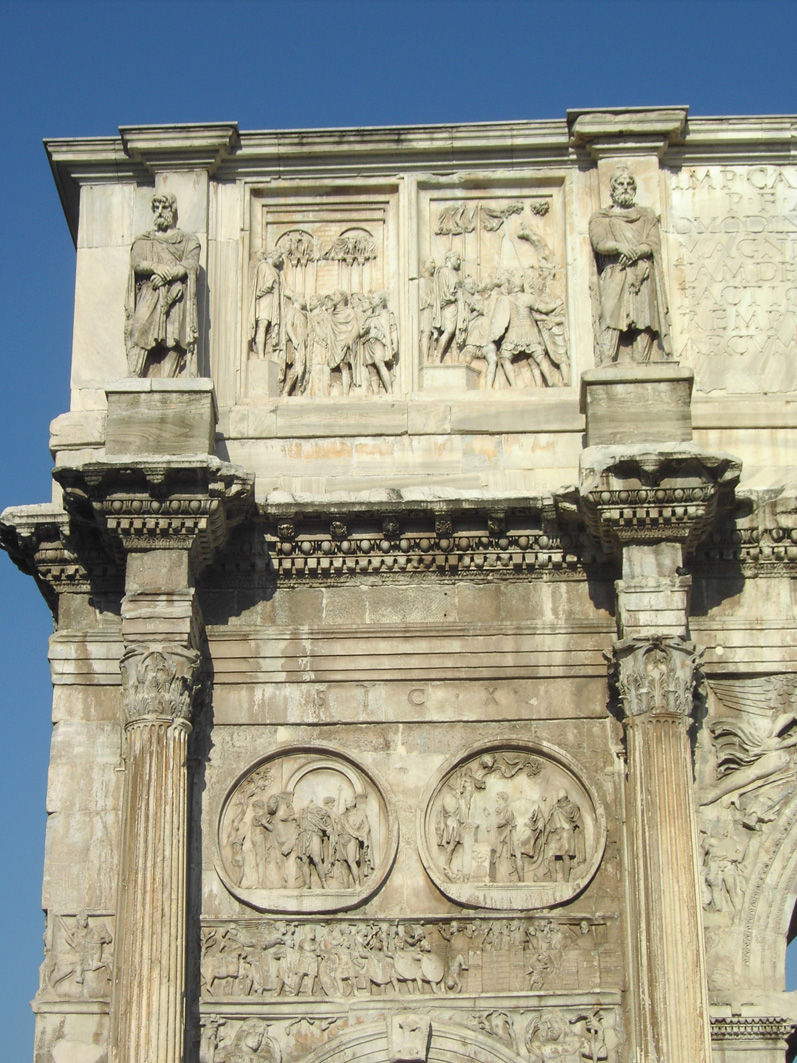
Detalle del arco de Constantino, con elementos reutilizados de monumentos anteriores, desde la época de Trajano.

Datación de los spolias en el arco de Constantino.

El término spolia (del latín spolium = despojo, presa, botín plural spolia) describe partes de edificios y otros restos como relieves y esculturas, frisos, piedras de arquitrabes, restos de columnas y capiteles procedentes de edificios más antiguos, reutilizadas en nuevos edificios.
El término spolia es un elemento de carácter decorativo o arquitectónico, donde su fin, es ser reutilizado en una obra, principalmente en fragmentos de edificio. Podemos conocer de estas reutilizaciones por medio de las arquitecturas romanas y bizantinas ya que, se introducían diferentes elementos a menudo como columnas, esculturas y materiales para las nuevas construcciones. Hay que mencionar que el término “spolia” es un concepto moderno, basado en la terminología arquitectónica de la historia del arte. Que deriva de la pablara en latín “spolium” que significaba: “piel arrancada a un animal” o de forma más amplia “trofeo de soldado” o simplemente “trofeo”. (Brenk, 1985) 
Los spolia serían un nuevo medio artístico, siendo una novedosa estética que funciona con objetos reutilizables.  Estas piezas reutilizables eran de calidades variables, con la que se aspiraba a la “varietas” que era un término en la Antigüedad tardía y en la Edad Media, ya que en esta nueva estética del Emperador Constantino no hay una unidad, sino un “varietas”, lo que dio lugar a la mezcla de órdenes arquitectónicos, cánones, mosaicos... Este reutilizamiento de elementos de otros monumentos no se debía a la poca afluencia de dinero, pues el emperador tenía dinero suficiente, pero más tarde, durante los siglos IV, V y VI, los spolia se debe a las dificultades en la economía.
Algunos objetos eran ofrecidos como presentes o regalos, logrando que estando en nuevos contextos estos cambien de significado, incluso de religión. La rareza de los elementos incorporados, ocasionan una gran atención y crea una especulación sobre los mismos que en algunas ocasiones designan un lugar entre lo terreno y lo divino. (Kessler, 2022).

## Ejemplos deSpolia
Para la decoración del Palacio de Aquisgrán, Carlomagno utilizó los elementos de spolia como símbolos ideales de Roma. Por ejemplo, la decoración de las grandes arcadas del octógono central hizo llegar columnas y capiteles corintios de pórfido, además de granitos y marmóreos de antiguos monumentos de Roma y de Rávena, incluyendo una gran puerta de bronce del Palacio de Teodorico. 
El Baptisterio de San Juan (Poitiers), fue construido hacia el año 360 por orden del primer obispo de la ciudad. Junto con Soissons y París, Poitiers fue quizás el centro más importante de la Galia al final del período merovingio.
El baptisterio sobrevivió muchos cambios y reconstrucciones durante de la vida suya, pero al contraste de otros monumentos de la época, revela mampostería de alta calidad y rica decoración tectónica. Durante las investigaciones arqueológicas del siglo XlX, debajo del edificio cerca del muro occidental del absidiolo, se descubrieron restos de cerámica y azulejos romanos. Las investigaciones muestran, que el baptisterio fue construido sobre los restos de un edificio romano, destruido durante la invasión en el año 276. En las piedras, usadas en la construcción del baptisterio, se notan los daños de fuego, que significa, que fueron reutilizados los restos del edificio anterior, más de esto, la parte inferior de los muros exteriores se datan de la época romana. 
Las capiteles de las columnas, usadas en la decoración del interior, tampoco fueron hechos especialmente para este baptisterio. Presumiblemente fueron sacados de unas ruinas romanas y bizantinas y colocados en el baptisterio de Poities durante una de las intervenciones. 
Otro gran ejemplo de spolia es la antigua basílica cristiana de Santa Sofía, que ha tenido múltiples intervenciones a lo largo del tiempo, por los diferentes contextos culturales, sociales y políticos que han existido en dicho país, actualmente Estambul, Turquía; siendo un logro supremo, no solo de la arquitectura justiniana, sino de toda la arquitectura bizantina (Cortés Arrese, Miguel, 1951)
Se describe que, para una de las intervenciones, especialmente la de Justiniano I, se emplearon más de diez mil personas. El emperador hizo traer material procedente de todo el imperio, como las columnas helenísticas del Templo de Artemisa en Éfeso, grandes piedras de las canteras de pórfido de Egipto, mármol verde de Tesalia, piedra negra de la región del Bósforo y piedra amarilla de Siria. (Juan Signes Codoñer, 2000). Sin embargo, al observar la presencia de estos, nos hace tener diferentes pensamientos, como por qué están ahí, a que se debe su llegada, y la respuesta es sencilla, porque gracias a la amplia conquista del Imperio Romano, permitiendo a los bizantinos adquirir diferentes materiales. 
La mayor parte, sino la totalidad de los demás elementos de mármol, fueron construidos exprofeso, como es el caso de las columnas de verde antiguo de Tesalia. Sus capiteles forman parte de los órdenes principales clásicos, cubiertos por hojas de acanto esculpidas, mientras que los demás capiteles son de imposta jónica. (Cyril Magno, 1989). 